# ING (bank)
ING of ING Bank is een Nederlandse, internationaal actieve bank. ING levert financiële diensten zoals bankieren, beleggen, levensverzekeringen en pensioenen. De klanten van de bank zijn particulieren, kleine en grote ondernemingen, instellingen en overheden. De ING heeft in Nederland ongeveer 8 miljoen rekeninghouders en 235 kantoren.
ING Bank N.V. is het enige onderdeel van de ING Groep, die eerder ook de verzekeraar Nationale-Nederlanden omvatte.
Andere vennootschappen zoals bankbedrijven buiten Nederland zijn op hun beurt een dochterbedrijf van ING Bank N.V.

## Geschiedenis
De ING heeft als voornaamste voorgangers de Rijkspostspaarbank, die in 1881 als spaarbedrijf onder de vleugels van de overheid begon, en de in 1927 begonnen Nederlandsche Middenstandsbank (NMB), die aanvankelijk vooral op kleine bedrijven gericht was. Naast de Rijkspostspaarbank had het rijk de Postcheque- en Girodienst opgericht en in 1986 gingen beide samen tot de Postbank, die in 1989 samen met de NMB de NMB Postbank Groep vormde.
De naam ING ontstond in 1991 door fusie van de NMB Postbank Groep met verzekeraar Nationale-Nederlanden: het was de afkorting voor Internationale Nederlanden Groep, maar deze volledige naam wordt niet langer gebruikt, deze is ING Groep geworden.
ING Bank N.V. was in eerste instantie de nieuwe naam voor de vroegere NMB, als een van de bedrijven binnen het nieuwe concern, naast de Postbank, de verzekeringstak en verschillende dochterbedrijven in andere landen die intussen werden opgekocht of opgericht. Op 10 februari 2009 werd de Postbank echter opgeheven en ook ondergebracht bij de ING Bank N.V., zodat het conglomeraat nog maar één grote banktak had in Nederland. Dit betekende in Nederland ook het einde van de giro als aparte variant van de betaalrekening. Ook na de privatisering van de Postbank was het girosysteem nog lang los blijven staan van het bankrekeningensysteem.
Intussen was houdstermaatschappij ING Groep door de kredietcrisis in moeilijkheden geraakt en de groep moest staatssteun aanvragen. Als compensatie hiervoor werd een herstructurering opgelegd waardoor onder andere alle verzekeringsactiviteiten moesten worden afgestoten. Hierdoor is de ING Bank de enige overgebleven activiteit van de ING Groep geworden. Hoewel de naam van de vennootschap nog steeds ING Bank N.V. is, noemt de bank zich in de publiciteit en op de website kortweg ING.
In oktober 2016 kondigde ING het vertrek aan van 7000 medewerkers over een periode van vijf jaar, vooral in België en Nederland. Het bedrijf wil meer digitale producten in de markt zetten waardoor minder personeel nodig is. De reorganisatie moet een kostenbesparing van 900 miljoen euro per jaar opleveren in 2021 en daar staat een eenmalig reservering van 1 miljard euro tegenover. De helft van de ontslagen valt in België. Hier heeft ING nog een groot kantorennetwerk. De filialen van ING en Record Bank worden samengevoegd en verder worden veel vestigingen gesloten.

### Overzicht per jaar
| Jaar | Gebeurtenis |
| ---- | --- |
| 1881 | Overheid richt de RijksPostSpaarbank (RPS) op om het sparen onder brede lagen van de bevolking te stimuleren. |
| 1914 | Oprichting van de Algemeene Nederlandsche Centrale Middenstandsbank (de Algemeene Centrale), op 19 september 1914. De Algemeene Centrale verstrekte kredieten aan de middenstand, niet rechtstreeks aan bedrijven, maar via bij haar aangesloten banken (Middenstandscredietbanken, Spaar- en Voorschotbanken en Coöperatieve Middenstandsverenigingen). |
| 1917 | Oprichting van de Gemeentegiro Amsterdam. Het eerste girale betalingssysteem in Nederland. |
| 1918 | Oprichting van de Postcheque- en Girodienst (PCGD). Hiermee ontstaat het eerste landelijke girale betalingssysteem. De administratie wordt op de postkantoren gevoerd. RPS en PCGD zijn aparte instellingen die vallen onder het Staatsbedrijf der PTT. |
| 1923 | Centralisatie van de administratie van de Postgiro met behulp van ponskaartenapparatuur. De giro begon op 24 augustus op de nieuwe manier te werken. Er ontstonden echter enorme problemen, zodat de gehele dienst op 4 oktober gesloten moest worden. |
| 1924 | Nadat de stand van de rekeningen (o.a. aan de hand van opgaven van rekeninghouders) gereconstrueerd was, werd de giro op 1 oktober heropend. De administratie werd handmatig, maar wel centraal in Den Haag, gevoerd. |
| 1927 | Oprichting van de Nederlandsche Middenstandsbank (NMB), een fusie van de Algemeene Nederlandsche Centrale Middenstandsbank, de Hanzebanken, de BOAZ Banken en de Middenstandsbank voor Limburg. Drijvende kracht achter deze fusie was de Regeerings-commissie inzake het Middenstandscrediet, met als voorzitter mr.dr. Anton van Doorninck. De gang van zaken in het middenstandsbankwezen was desastreus, in die tijd gingen meerdere banken failliet door de situatie in de markt, maar met name door mismanagement. De commissie Van Doorninck onderzocht een reorganisatie en ging ervan uit dat er één centrale instelling voor middenstandskredieten moest komen, aansluitend op de bestaande instellingen. De concurrentie tussen de verschillende instellingen werd als een van de belangrijkste oorzaken van de problemen gezien. |
| 1955 | Wegens gebrek aan personeel wordt bij de giro een rekeningenstop voor particulieren ingesteld. |
| 1956 | Een tweede girokantoor wordt geopend in Arnhem. In 1957 kan de rekeningenstop weer worden opgeheven. |
| 1956 | De NMB neemt de Noord-Friesche Middenstandsbank N.V. over. Oprichting van financieringsbedrijf Nederlandsche Middenstands Financieringsbank N.V. |
| 1961 | De Postgiro neemt de eerste proef met de inschakeling van computers voor de automatisering van de overschrijvingen. Gekozen wordt voor de IBM-1401. Tijdens de omschakeling bestaat van 1961 tot 1963 opnieuw een rekeningenstop. De automatisering wordt in 1965 afgerond, waarbij het aantal personeelsleden ongeveer wordt gehalveerd. Door de automatisering wordt een enorme groei van het girale betalingsverkeer mogelijk. Een belangrijke stimulans is de mogelijkheid dat werkgevers magneetbanden met salarisoverschrijvingen aanleveren waardoor het loonzakje overbodig wordt. De Postgiro krijgt concurrentie van de algemene banken, spaarbanken en boerenleenbanken die het ook mogelijk maken betaalrekeningen te openen. |
| 1961 | De NMB neemt de Stichtsche Boaz-Bank N.V. over. Oprichting van de Nederlandsche Middenstands Financierings Maatschappij voor Bedrijfsobjecten N.V. (MBO, investeringen in onroerend goed). |
| 1963 | Introductie van de kascheque, waarmee bij een postkantoor geld kan worden opgenomen zonder dat daar het rekeningsaldo bekend is. |
| 1966 | De NMB neemt de Verenigde Bank Bedrijven (fusiebank van de Zuidhollandse Bank en de Crediet en Effectenbank) over. |
| 1968 | Naast sparen bij de RPS met een spaarbankboekje wordt girosparen (sparen bij de RPS via de girorekening) geïntroduceerd. |
| 1969 | Introductie van het eerste gegarandeerde betaalmiddel in Nederland: de girobetaalkaart, vanaf 1970 ook te gebruiken in het buitenland. |
| 1975 | Postgiro introduceert 'Giroblauw past bij jou'. In de bijbehorende reclamespotjes treedt John Cleese op. |
| 1979 | Postgiro neemt de Gemeentegiro Amsterdam over. |
| 1980 | Op afrekeningen verdwijnen in december de namen PTT en Postcheque- en Girodienst, en verschijnen de termen postrekening, postgiro en rijkspostspaarbank. |
| 1986 | Postgiro en RPS vormen samen de geprivatiseerde Postbank. |
| 1986 | De Postbank introduceert elektronisch bankieren voor particulieren. Dit product heet Girotel. |
| 1989 | Fusie tussen de Postbank en de NMB tot NMB Postbank Groep: Postbank houdt eigen gezicht en gaat ook in effecten bemiddelen. |
| 1991 | Fusie tussen de NMB Postbank Groep en Nationale-Nederlanden tot de ING Groep; ING is wereldwijd actief en biedt een compleet assortiment financiële producten en diensten via diverse distributiekanalen. |
| 1992 | Naamsverandering van NMB in ING Bank. |
| 1994 | Afschaffing kascheque. |
| 2002 | Afschaffing girobetaalkaart. |
| 2007 | De ING Groep maakt bekend dat in 2009 Postbank N.V. en ING Bank N.V. worden samengevoegd tot ING. Het depositogarantiestelsel zal dan voor het geheel gelden, en niet meer apart voor twee banken. Ook de handelsnaam Postbank zal verdwijnen. |
| 2009 | Postbank houdt op te bestaan en gaat samen met de ING Bank verder als ING. Voor deze combinatie werd een korte periode intern de werknaam NWE-Bank gehanteerd. De samenvoeging vindt geleidelijk plaats in een aantal zogenaamde waves. De eerste wave is op 10 februari 2009 voor de particuliere relaties van de Postbank, de particuliere relaties van de ING Bank volgen hier spoedig op. De zakelijke relaties volgen pas veel later. |
| 2014 | ING Groep is bezig met het afstoten van de verzekeringsactiviteiten. NN Group heeft al een eigen beursnotering, maar de ING Groep heeft nog aandelen in handen. Als alle verzekeringsaandelen zijn afgestoten dan blijft alleen nog ING Bank achter in de holding ING Groep. De holding zal dan worden opgeheven en dan blijft ING Bank als zelfstandige organisatie verdergaan. |

## Activiteiten

### Internetbankieren
Rekeninghouders van de ING Bank kunnen internetbankieren: op internet hun saldo inzien, geld overschrijven vanaf hun rekening en overige bankzaken regelen.
Dit kan via Mijn ING (in een webbrowser), en ook met de Mobiel Bankieren App. Met de app zijn er iets minder mogelijkheden, maar volstaat een 5-cijferige pincode, ook voor overschrijvingen.
Bij Mijn ING wordt een sterker wachtwoord verlangd, en voor inloggen en nog eens voor overschrijvingen een extra beveilging. In 2020 wordt het systeem met de TAN-code gewijzigd. De mogelijkheden voor de autorisatie van een overschrijving zijn dan als volgt:
- De app hiervoor gebruiken (niet te verwarren met alleen de app gebruiken voor de overschrijving). Er is alleen (voor het opstarten) de pincode van de app nodig.
- De ING scanner gebruiken (een los extra apparaatje):
  - Mijn ING toont een tweedimensionale streepjescode op het scherm.
  - Deze wordt met het apparaatje gescand en de pincode van het apparaatje wordt op dit apparaatje ingetoetst.
  - Het apparaatje toont nu een TAN-code (die overigens niet meer zo genoemd wordt) die zoals voorheen in Mijn ING moet worden ingetoetst.

De website van ING is een van de drukst bezochte websites van Nederland. Meer dan vijf miljoen rekeninghouders van de bank hebben internettoegang. Het aantal bezoekers aan de website van de bank kan oplopen tot meer dan een miljoen per uur.
Te downloaden zijn af- en bijschrijvingen (ook die onder de naam Postbank) vanaf het negende verstreken kalenderjaar, in 2020 dus vanaf 1 januari 2011.

### Betaalpas

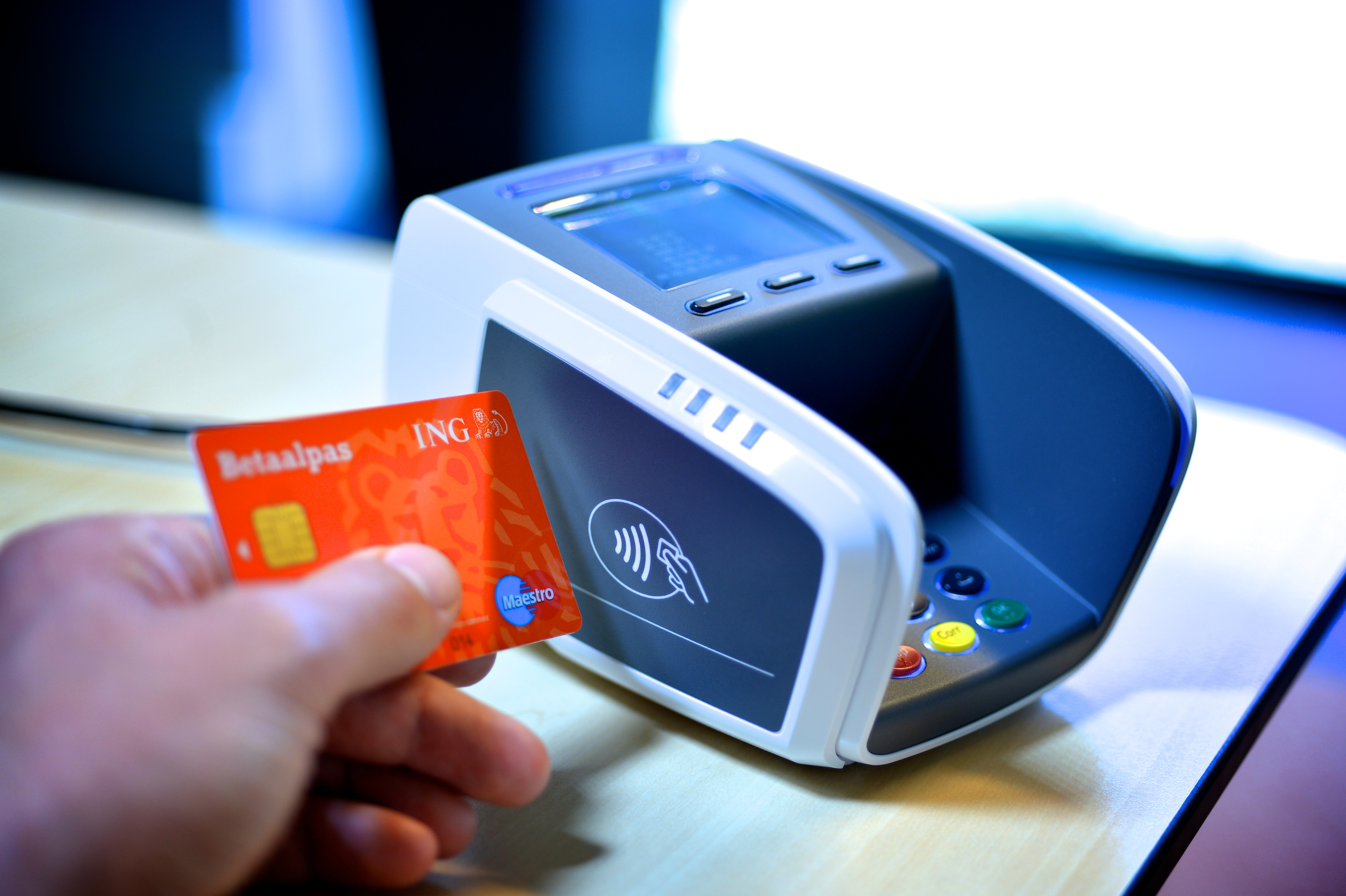
Automaat voor contactloos betalen. Bij dit type automaat wordt de pas (anders dan getoond) plat tegen (of vlak bij) de zijkant gehouden.

De bankpas die na juli 2013 aan rekeninghouders verstrekt wordt is voorzien van een nfc-chip. Met deze pas kunnen sinds 15 april 2014 ook contactloze betalingen worden gedaan tot een hoogte van € 25,00 met een maximum van € 50,00. Hierna volgt een eenmalige betaling met pincode.

### Daglimieten
De rekeninghouder kan drie daglimieten instellen: voor Mijn ING (met bevestiging in de app van het inloggen en de betaling), voor betalen met uitsluitend de app, en voor betalen en geld opnemen met de betaalpas. De beveiliging bij Mijn ING is het wachtwoord, de beschikking over het apparaat met de app, en de pincode van de app. Bij de app is het de beschikking over het apparaat met de app, en de pincode van de app. Bij de betaalpas is het de beschikking over de pas en de pincode ervan (behalve voor contactloos betalen, zie boven).
In het najaar van 2024 is ING bezig de daglimiet voor het geheel van overschrijvingen en iDEALbetalingen (inclusief de eerste overschrijving van een periodieke overschrijving, maar exclusief incasso's) met Mijn ING en met de app gelijk te schakelen. Er blijft wel een aparte daglimiet voor de giropas.

### Resultaten
ING Bank is onderdeel van ING Groep, een grote financiële instelling met een balanstotaal van bijna 1000 miljard euro. ING Bank telde in 2023 ongeveer 60.000 werknemers waarvan 14.500 in Nederland.
| Jaar | Totale baten | Voorzieningen kredieten | Nettowinst | Balanstotaal (× miljard) | RWA (× miljard) | Werknemers |
| ---- | ------------ | ----------------------- | ---------- | ------------------------ | --------------- | ---------- |
| 2011 | € 17.195     | € 1670                  | € 4071     | € 962                    | niet bekend     | 71.175     |
| 2012 | € 16.298     | € 2125                  | € 3372     | € 834                    | € 279           | 66.879     |
| 2013 | € 15.327     | € 2289                  | € 3153     | € 788                    | € 283           | 64.373     |
| 2014 | € 15.674     | € 1594                  | € 2823     | € 829                    | niet bekend     | 55.945     |
| 2015 | € 17.070     | € 1347                  | € 4731     | € 839                    | niet bekend     | 52.720     |
| 2016 | € 17.514     | € 974                   | € 4302     | € 844                    | niet bekend     | 51.943     |
| 2017 | € 17.876     | € 676                   | € 5101     | € 846                    | niet bekend     | 51.504     |
| 2018 | € 18.102     | € 656                   | € 4715     | € 887                    | niet bekend     | 52.233     |
| 2019 | € 18.295     | € 1120                  | € 4942     | € 892                    | niet bekend     | 53.431     |
| 2020 | € 17.645     | € 2675                  | € 2493     | € 937                    | € 306           | 55.901     |
| 2021 | € 18.485     | € 516                   | € 4898     | € 951                    | € 322           | 57.660     |
| 2022 | € 18.546     | € 1861                  | € 5493     | € 968                    | € 323           | 57.569     |
| 2023 | € 22.401     | € 520                   | € 7392     | € 976                    | € 321           | 59.434     |

### Tijdlijn
De Rijkspostspaarbank (de latere Postbank, en nu ING) was een instelling die viel onder het Staatsbedrijf der PTT. Hieronder is een tijdlijn weergegeven waarin de evolutie hiervan tot de aparte bedrijven KPN, PostNL, TNT Express en ING is weergegeven.
|                  |                  | voorloper  | voorloper  | voorloper      | voorloper      | voorloper      | voorloper                | voorloper                | (onderdeel van) PTT      | (onderdeel van) PTT      | (onderdeel van) PTT      | (onderdeel van) PTT      | (onderdeel van) PTT      | (onderdeel van) PTT      | (onderdeel van) PTT      | (onderdeel van) PTT      | (onderdeel van) PTT      | (onderdeel van) PTT | (onderdeel van) PTT | (onderdeel van) PTT | (onderdeel van) PTT | (onderdeel van) PTT | verzelfstandigd/geprivatiseerd bedrijf | verzelfstandigd/geprivatiseerd bedrijf | verzelfstandigd/geprivatiseerd bedrijf | verzelfstandigd/geprivatiseerd bedrijf | verzelfstandigd/geprivatiseerd bedrijf | verzelfstandigd/geprivatiseerd bedrijf | verzelfstandigd/geprivatiseerd bedrijf | verzelfstandigd/geprivatiseerd bedrijf | verzelfstandigd/geprivatiseerd bedrijf | verzelfstandigd/geprivatiseerd bedrijf | verzelfstandigd/geprivatiseerd bedrijf | verzelfstandigd/geprivatiseerd bedrijf | verzelfstandigd/geprivatiseerd bedrijf | verzelfstandigd/geprivatiseerd bedrijf | verzelfstandigd/geprivatiseerd bedrijf | verzelfstandigd/geprivatiseerd bedrijf | verzelfstandigd/geprivatiseerd bedrijf | verzelfstandigd/geprivatiseerd bedrijf |
|                  |                  |            |            |                |                |                |                          |                          |                          |                          |                          |                          |                          |                          |                          |                          |                          |                     |                     |                     |                     |                     |                                        |                                        |                                        |                                        |                                        |                                        |                                        |                                        |                                        |                                        |                                        |                                        |                                        |                                        |                                        |                                        |                                        |                                        |
| Telefonie        | Telefonie        |            |            | Rijkstelegraaf | Rijkstelegraaf | Rijkstelegraaf | Rijkstelegraaf           | Rijkstelegraaf           | APT                      | APT                      | P&T                      | P&T                      | P&T                      | P&T                      | PTT                      | PTT                      | PTT                      | PTT                 | PTT                 | PTT                 | PTT                 | PTT                 | KPN (PTT Telecom, PTT Post)            | KPN (PTT Telecom, PTT Post)            | KPN (PTT Telecom, PTT Post)            | Koninklijke KPN                        | Koninklijke KPN                        | Koninklijke KPN                        | Koninklijke KPN                        | Koninklijke KPN                        | Koninklijke KPN                        | Koninklijke KPN                        | Koninklijke KPN                        | Koninklijke KPN                        | Koninklijke KPN                        | Koninklijke KPN                        | Koninklijke KPN                        | Koninklijke KPN                        | Koninklijke KPN                        | Koninklijke KPN                        |
| Koeriersdiensten | Koeriersdiensten | Posterijen | Posterijen | Posterijen     | Posterijen     | Posterijen     | Posterijen               | Posterijen               | APT                      | APT                      | P&T                      | P&T                      | P&T                      | P&T                      | PTT                      | PTT                      | PTT                      | PTT                 | PTT                 | PTT                 | PTT                 | PTT                 | KPN (PTT Telecom, PTT Post)            | KPN (PTT Telecom, PTT Post)            | KPN (PTT Telecom, PTT Post)            | TPG                                    | TPG                                    | TPG                                    | TPG                                    | TPG                                    | TPG                                    | TNT                                    | TNT                                    | TNT                                    | TNT                                    | TNT Express                            | TNT Express                            | TNT Express                            | (FedEx)                                | (FedEx)                                |
| Post(pakketten)  | Post(pakketten)  | Posterijen | Posterijen | Posterijen     | Posterijen     | Posterijen     | Posterijen               | Posterijen               | APT                      | APT                      | P&T                      | P&T                      | P&T                      | P&T                      | PTT                      | PTT                      | PTT                      | PTT                 | PTT                 | PTT                 | PTT                 | PTT                 | KPN (PTT Telecom, PTT Post)            | KPN (PTT Telecom, PTT Post)            | KPN (PTT Telecom, PTT Post)            | (PTT Post)                             | (PTT Post)                             | (PTT Post)                             | (TPG Post)                             | (TPG Post)                             | (TPG Post)                             | (TNT Post)                             | (TNT Post)                             | (TNT Post)                             | (TNT Post)                             | Koninklijke PostNL                     | Koninklijke PostNL                     | Koninklijke PostNL                     | Koninklijke PostNL                     | Koninklijke PostNL                     |
| Spaarbank        | Spaarbank        |            |            |                |                |                | Rijkspostspaarbank (RPS) | Rijkspostspaarbank (RPS) | Rijkspostspaarbank (RPS) | Rijkspostspaarbank (RPS) | Rijkspostspaarbank (RPS) | Rijkspostspaarbank (RPS) | Rijkspostspaarbank (RPS) | Rijkspostspaarbank (RPS) | Rijkspostspaarbank (RPS) | Rijkspostspaarbank (RPS) | Rijkspostspaarbank (RPS) | Postgiro /RPS       | Postgiro /RPS       | Postgiro /RPS       | Postbank            | Postbank            | Postbank                               | Postbank                               | Postbank                               | Postbank                               | Postbank                               | Postbank                               | Postbank                               | Postbank                               | Postbank                               | Postbank                               | Postbank                               | ING                                    | ING                                    | ING                                    | ING                                    | ING                                    | ING                                    | ING                                    |
| Bank             | Bank             |            |            |                |                |                |                          | PCGD (Postgiro)          | PCGD (Postgiro)          | PCGD (Postgiro)          | PCGD (Postgiro)          | PCGD (Postgiro)          |                          |                          |                          |                          |                          | Postgiro /RPS       | Postgiro /RPS       | Postgiro /RPS       | Postbank            | Postbank            | Postbank                               | Postbank                               | Postbank                               | Postbank                               | Postbank                               | Postbank                               | Postbank                               | Postbank                               | Postbank                               | Postbank                               | Postbank                               | ING                                    | ING                                    | ING                                    | ING                                    | ING                                    | ING                                    | ING                                    |
|                  |                  |            |            |                |                |                |                          |                          |                          |                          |                          |                          |                          |                          |                          |                          |                          |                     |                     |                     |                     |                     |                                        |                                        |                                        |                                        |                                        |                                        |                                        |                                        |                                        |                                        |                                        |                                        |                                        |                                        |                                        |                                        |                                        |                                        |
|                  | 1799             | 1799       | 1852       | 1852           |                | 1881           | 1881                     | 1893                     | 1893                     | 1915                     | 1915                     | 1918                     | 1918                     | 1928                     | 1928                     |                          | 1977                     | 1977                |                     | 1986                | 1986                | 1989                | 1989                                   |                                        | 1998                                   | 1998                                   |                                        | 2002                                   | 2002                                   |                                        | 2006                                   | 2006                                   | 2009                                   | 2009                                   | 2011                                   | 2011                                   |                                        | 2016                                   | 2016                                   |                                        |

## Hoofdkantoor

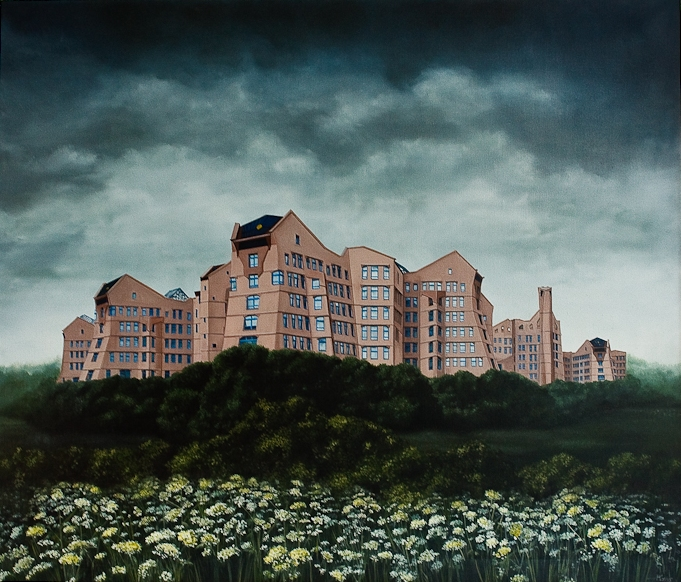
Hoofdkantoor NMB Bank (huidige ING) in fantasielandschap met fluitenkruid. Schilderij door Ans Markus.

Het voormalig hoofdkantoor, bijnaam Het zandkasteel, staat in de Amsterdamse Poort in Amsterdam-Zuidoost en is ontworpen door de architecten Ton Alberts en Max van Huut. Het gebouw dat in 1987 voor de NMB Bank gebouwd werd bestaat uit tien geschakelde torens van zes tot acht verdiepingen, waarbij aan de buitenzijde vrijwel geen verticaal vlak te vinden is. Het biedt ruimte aan 2500 werknemers. Sinds 7 januari 2020 is het Cedar gebouw  (cedar  is Engels voor ceder) het hoofdkantoor van ING Groep. Ook dit gebouw is gelegen aan de Bijlmerdreef, grenzend aan winkelcentrum Amsterdamse Poort in Amsterdam-Zuidoost.

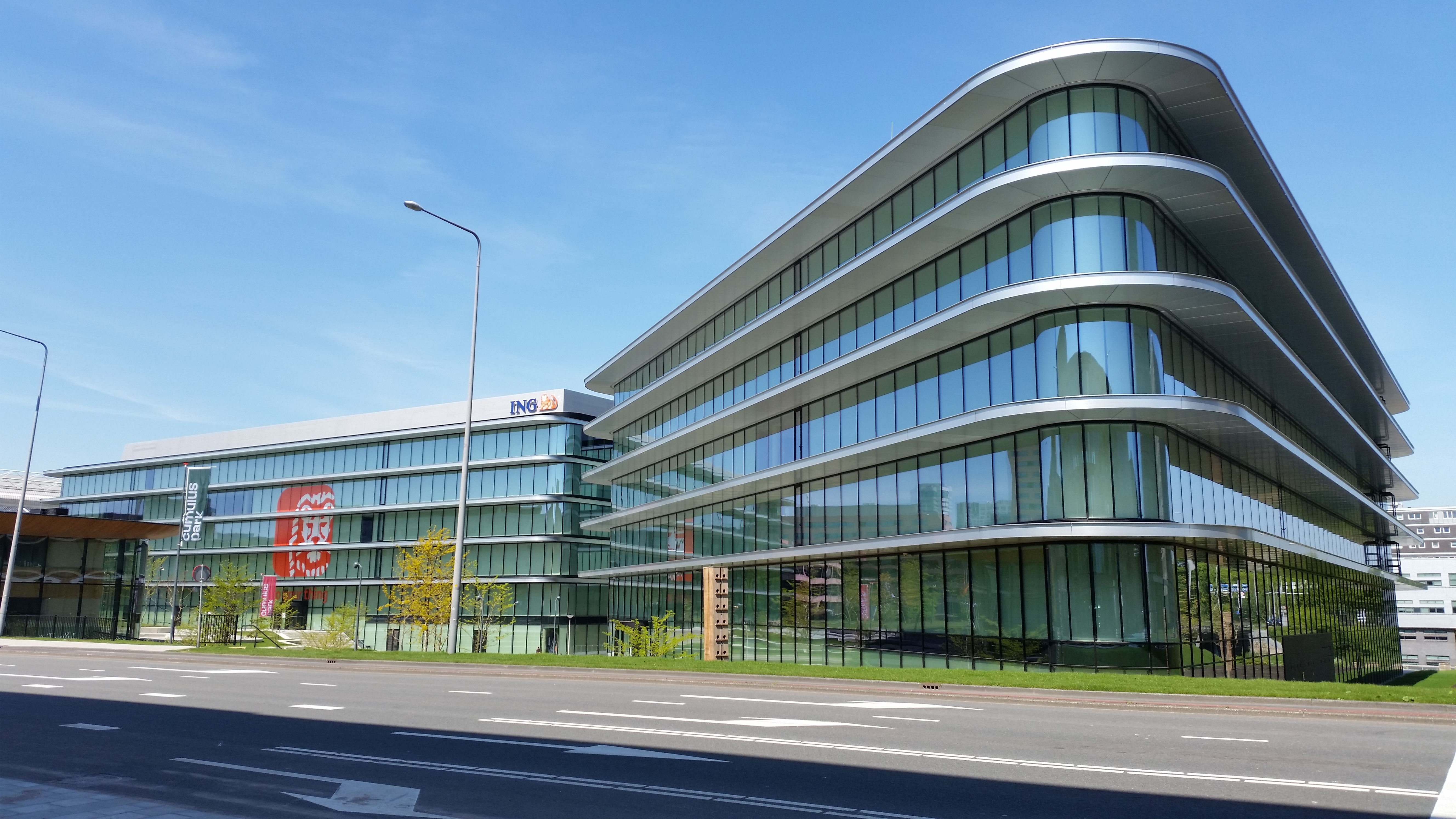
Cedar (mei 2020)

## Witwasaffaire
In 2012 betaalde ING 619 miljoen dollar aan de Amerikaanse autoriteiten als een schikking om aan strafvervolging te ontkomen. De Amerikaanse sancties tegen Cuba en Iran waren omzeild door ING.
Op 4 september 2018 kwam naar buiten dat ING Bank een schikking van 775 miljoen euro heeft getroffen met het Openbaar Ministerie (OM) om zo te ontkomen aan strafvervolging wegens overtreding van de Wwft, namelijk onvoldoende doen om witwassen via de bank te voorkomen. Vier zaken worden met name genoemd. Twee slachtoffers van deze affaire begonnen in 2018 een Artikel 12 Sv-procedure tegen de schikking en vrijwaring. In oktober 2019 stelde het gerechtshof in Den Haag de slachtoffers in gelijk waarmee zij vervolging van ING willen afdwingen. Het OM heeft sterk gepleit voor het niet-ontvankelijk verklaren van slachtoffers, maar kreeg hiervoor geen steun van het hof. Het gerechtshof gaat de zaak bestuderen om een afweging te maken of het OM op juiste gronden heeft besloten de bank niet te vervolgen.

## 403-verklaring
- ING Bank N.V. heeft zich hoofdelijk aansprakelijk gesteld voor de schulden voortvloeiend uit rechtshandelingen van ING Groenbank N.V., overeenkomstig artikel 2:403 BW ("403-verklaring").

## ING Collectie
De ING Collectie werd in 1974 door NMB Postbank Groep – een van de voorgangers van ING – aangelegd voor het nieuwe hoofdkantoor in Amsterdam. De collectie werd gevormd rond twee bewegingen in de figuratieve kunst in Nederland: het magisch realisme uit de jaren 1920 en 1930 en het noordelijk realisme uit de jaren 1980.
In de loop der jaren zijn er aan de collectie door verschillende fusies en acquisities nieuwe collecties toegevoegd. Het gaat onder meer om collecties van de Postbank en Nationale-Nederlanden in Nederland, Bank Brussel Lambert (BBL) in België, Barings Bank in Londen en ING Bank Slaski in Polen.
Ongeveer 5000 werken uit de collectie zijn geplaatst in de verschillende internationale kantoren van ING Bank.